# لقلقي زائدي
لقلقي زائدي (الاسم العلمي:Pelargonium appendiculatum) هو نوع من النباتات يتبع جنس اللقلقي من الفصيلة الغرنوقية.